# Freies Schreiben
Der Begriff freies Schreiben ist nicht eindeutig definiert.
In einigen wissenschaftlichen Abhandlungen wird er gleichgesetzt mit z. B. assoziativem, improvisierendem, spontanem, poetischem oder kreativem Schreiben.
In anderen Quellen wird er von diesen differenziert.

## Konzept
Verwendung findet das Konzept des freien Schreibens hauptsächlich im schulischen Umfeld.
Im außerschulischen Bereich fällt unter freies Schreiben alles, was keinen oder nur im geringen Maße Regeln unterliegt, wie z. B. Tagebuch, Einkaufszettel, E-Mail.
Nach Blumenstock geht freies Schreiben im Unterricht auf die seit einigen Jahren geführte Diskussion um den offenen Schriftspracherwerb zurück, die an die Reformversuche von Maria Montessori und Célestin Freinet anknüpft. In diesem Konzept ist im Idealfall keine Beurteilung, Wertung oder Korrektur der Texte vorgesehen. Die Schüler sollen nicht durch Druck und Zwang eingeschränkt werden.
„Frei“ wird dabei nicht als unbedingter Kontrapunkt zu „gebunden“ angesehen, sondern dies sind jeweils Extreme. Die verschiedenen Ansätze des freien Schreibens bewegen sich alle zwischen diesen Extremen. Denn eine völlig freie Schreibsituation in der Schule würde nur hervorgerufen werden durch die reine Anweisung: „Schreibt!“ Dieses Vorgehen ist im Unterricht nicht umsetzbar. Innerhalb des Kontinuums der Extreme hängt die Nähe zu jeweils einem Extrempunkt von der Anzahl und Art der Schreibanweisungen des Lehrers (z. B. Zeit, Ort, Material, Inhalt, Form) ab, nach denen sich der Schüler zu richten hat.
Beim gebundenen oder angeleiteten Schreiben bekommt der Schüler klare, eindeutige Anweisungen, die wenig Raum für Kreativität lassen, beispielsweise in den bedeutendsten Schulaufsatzarten „Interpretation“ oder „Erörterung“. Im Gegensatz zu diesem Vorgehen werden den Schülern im Rahmen von freien Schreibaufgaben Impulse durch z. B. Musik, Bilder, besonderes Umfeld, Licht oder Gegenstände gegeben. Freie Umsetzungsmöglichkeiten können dazu etwa sein: Elfchen, Comic, Fantasiegeschichte, Rollenspiel oder stummes Schreibgespräch.

## Pro und Contra
Für das Konzept des freien Schreibens gibt es Pro- und Contraargumente.
Die didaktische Begründung für das Konzept des freien Schreibens als Unterrichtsform liegt darin, dass folgende Punkte gefördert werden: Kreativität, Schreibfähigkeit, soziale Beziehungen, kommunikative Kompetenz, Selbst- und Fremdverständnis.
Probleme des Ansatzes können in einer, entgegen dem Idealfall, nötigen Bewertungssituation auftreten, wie sie in der Schule alltäglich ist. Diese Probleme liegen z. B. darin, dass die Ergebnisse der Schüler sehr individuell und nicht planbar sind und somit nur schwer vergleichbar. So arbeiten die Schüler gemäß ihrer Leistungsfähigkeit und -bereitschaft z. B. in den Bereichen Rechtschreibung, Zeitmanagement oder Stil sehr unterschiedlich. Zur Lösung dieses Problems hat H. Müller-Michaels folgenden Kriterienkatalog erstellt:
1. Adäquanz (Kriterium für Ergebnisse einer produktiven Rezeption)
2. Kohärenz (Ausdruck von Kreativität)
3. Stilebene
4. Komposition
5. Anschaulichkeit
6. Binnenbedingungen und -merkmale (Wortwahl, Syntax, rhetorische Mittel, Textsortenmerkmale)
7. Wille zum Ausdruck (z. B. Imitation oder selbst erfunden)

Ein weiteres Problem beim freien Schreiben liegt bei schreibschwächeren Schülern, die leicht überfordert werden können. Außerdem können die Chancen, die freies Schreiben für den Schüler bergen, nur von Schülern genutzt werden, die im Alltag auch einer Vielzahl von Eindrücken ausgesetzt sind und diese verschriftlichen können.